# ミクロネシア諸語

大洋州諸語の分布図
ミクロネシア諸語
※チャモロ語（グアムなど）、パラオ語（パラオ）などは大洋州諸語に含まれないので、黒い円にて示されている。

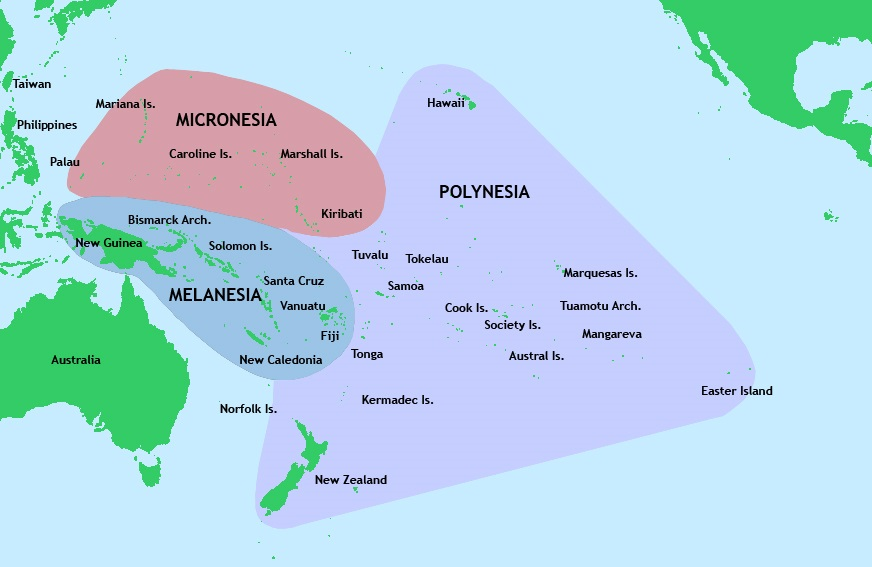
（参考）ミクロネシアの位置

ミクロネシア諸語（ミクロネシアしょご）とは、ミクロネシア（マリアナ諸島、マーシャル諸島など）やキリバスのギルバート諸島などで使用されている言語の総称。オーストロネシア語族マレー・ポリネシア語派のうち大洋州諸語に含まれる。チャモロ語、パラオ語（これらは西マレー・ポリネシア語群に含まれる）、ヤップ語の三言語を除くほとんどのミクロネシアの言語が含まれ、具体的には次のように分けられる。

## 系統
- ナウル語 - ナウル
- 中核ミクロネシア諸語

ミクロネシア諸語

  - コスラエ語 - ミクロネシア連邦コスラエ島
  - 中央ミクロネシア諸語
    - キリバス語（ギルバート語） - キリバス
    - 西ミクロネシア諸語
      - マーシャル語 - マーシャル諸島の公用語
      - チューク・ポナペ諸語
        - チューク諸語
          - チューク語（トラック語） - ミクロネシア連邦チューク諸島
          - モートロック語 - ミクロネシア連邦ノモイ諸島
          - サタワル語 - ミクロネシア連邦サタワル島
          - ウルシー語 - ミクロネシア連邦ウルシー環礁
          - ウォレアイ語 - ミクロネシア連邦ウォレアイ環礁
          - プルスク語 - ミクロネシア連邦プルサック環礁
          - プルワット語 - ミクロネシア連邦プルワット環礁
          - ナモヌイト語 - ミクロネシア連邦ナモヌイト環礁
          - カロリン語 - 北マリアナ諸島（サイパン島など）。カロリン人はカロリン諸島から移動した。
          - ソンソロール語 - パラオ ソンソロール州
          - トビ語 - パラオ トビ島
          - † マピア語 - インドネシア マピア島

        - ポナペ諸語
          - ポンペイ語 - ミクロネシア連邦ポンペイ島
          - ヌガティク語 - ミクロネシア連邦サプゥアフィク環礁
          - ピンゲラップ語 - ミクロネシア連邦ピンゲラップ環礁
          - モキル語 - ミクロネシア連邦モアキロア環礁

系統的にはメラネシア東部・ポリネシアの言語に近い。